# Aelius Aristide
Pour les articles homonymes, voir Aristide.
 (mars 2022).
Aelius Aristide, dont le nom complet en latin est Publius Aelius Aristides Theodorus (né  probablement en 117, mort après 185, peut-être en 189) est un rhéteur et un sophiste grec ayant vécu à l'époque antonine. Il est un brillant représentant de la Seconde Sophistique.

## Biographie
Aelius Aristide serait né le 26 novembre de l'année 117 à Hadrianouthérai en Mysie,, au nord-ouest de l'Asie Mineure. Son père, Eudaimon, était prêtre d'un temple de Zeus, et sa famille était relativement aisée. Lors du voyage de l'empereur Hadrien en Mysie en 123, le fils et le père se voient attribuer le titre de citoyen romain, et les deux furent également faits citoyens de Smyrne. 
Il suit l'enseignement d'Hérode Atticus. Il fait ses études de rhétorique à Cotiaeum, chez le grammairien Alexandre, puis à Athènes, auprès des meilleurs maîtres, dont Hérode Atticus. 
En 142, âgé de 25 ans, il part en Égypte, où il s'essaie à parler en public, avant de se rendre à Rome, vers la fin de l'année. Le voyage, à travers la Thrace et la Macédoine, sera long et difficile, d'autant que l'on est en hiver: il tombe malade, et souffre de maux multiples. Il lui faudra cent jours pour aller d'Édesse à Rome — il y arrive en mars 143 — un trajet qui demande normalement une dizaine de jours.   
Il prononce cependant dans la capitale de l'empire un Discours en l'honneur de Rome, exaltant l'empire et ses bienfaits. Mais il est bientôt contraint de quitter la ville, tant son état s'est dégradé, et il part pour Smyrne, par mer, un voyage également très pénible. De là, il va se rendre dans différents bains thermaux. Dans les bains dits d'Agammenon, près de Smyrne, il reçoit en rêve la visite du dieu Asclépios (un phénomène connu sous le nom d'incubation), qui lui dit de se rendre à l'Asclépiéion de Pergame. Par la suite, il fera plusieurs séjours à cet endroit, ainsi que dans d'autres stations thermales d'Asie. Ce premier séjour à Pergame l'amène à renouer avec l'art oratoire. 
À partir de 145, Aristide se fixe à Smyrne. En 165, il semble avoir été touché par la peste antonine.  
Il était sans doute assez proche du pouvoir : selon Philostrate, il avait rencontré Marc Aurèle en Ionie; par la suite, lors d'une de ses visites à Smyrne, Marc Aurèle s'étonne de ne pas le voir et le fait quérir.  À cette occasion, une fois qu'Aristide paraît devant l'empereur, tous deux ont un échange enjoué, marqué par l'aplomb d'Aristide dans ses réponses aux questions de Marc Aurèle. 

### Le tremblement de terre de 178
Smyrne est une ville qui a connu plusieurs séismes au cours de l'antiquité, et les écrits d'Aelius Aristide ont largement contribué à rendre cette question célèbre, à côté d'autres témoignages moins connus. Aristide ressort indemne d'un tremblement de terre dont il parle dans les Discours sacrés mais sans le dater avec précision, et qui se produisit sans doute en 161, année de la mort d'Antonin le pieux. 
Un autre violent tremblement de terre a lieu, lui, probablement en 178, sous le règne de Marc Aurèle et de son fils Commode (qui est alors une sorte d'« empereur adjoint »). C'est une catastrophe qui, écrit-il, a transformé la cité en « une colline de débris et de cadavres »:  

« Aujourd'hui tout est à l'état de poussière. Le célèbre port a fermé les yeux, la beauté de l'agora s'en est allée, les ornements des rues ont disparu, les gymnases ont été détruits avec leurs hommes et leurs jeunes garçons ; pour les temples, certains gisent au sol, d'autres se sont enfoncés sous terre ; celle des cités qui avait l'aspect le plus charmant et qui était synonyme de beauté chez tous les hommes a offert d'elle le plus horrible des spectacles : une colline de débris et de cadavres. C'est sur un désert que soufflent les vents du Zéphyr. »

Aelius Aristide écrit alors deux textes. Le premier est une Lettre aux Empereurs au sujet de Smyrne, dans laquelle il mobilise son talent rhétorique, tout en s'appuyant sur sa réputation pour demander à l'empereur d'intervenir et de secourir la ville. On y trouve cette phrase, restée célèbre: : « Smyrne, le joyau de l'Asie, l'ornement de votre Empire, gît au sol,
anéantie par le feu et les tremblements de terre » Le second, Palinodie sur Smyrne, date de l'année suivante: on reconstruit alors Smyrne, et l'on organise des festivités à l'occasion de la refondation de la ville. À en croire Philostrate et Eusèbe de Césarée, c'est grâce à son intervention que Marc Aurèle aurait accordé son aide, sous la forme d'une exemption de tribut pendant dix ans. Selon le second, « [Marc-Aurèle]  fit des dons d'argent à beaucoup de cités, parmi lesquelles Smyrne, qui avait été terriblement détruite par un tremblement de terre ; et il assigna la tâche de reconstruire la cité à un sénateur de rang prétorien. » Et selon Philostrate, « dire qu'Aristide fut un fondateur pour Smyrne n'est pas un éloge de vantardise, mais ce qu'il y a de plus juste et de plus vrai : en effet, comme cette cité avait été anéantie par des tremblements de terre et des failles, il plaignit si bien son sort à Marc-Aurèle, que (...) [celui-ci] laissa échapper des larmes sur les pages, et, comme l'y incitait Aristide, consentit à reconstruire la cité. »,. 
Le dernier discours connu d'Aristide est daté de 187[réf. nécessaire]. 
Il semble qu'Aelius Aristide soit mort en 180, ou en 181, ou en 182,,,.

## Postérité

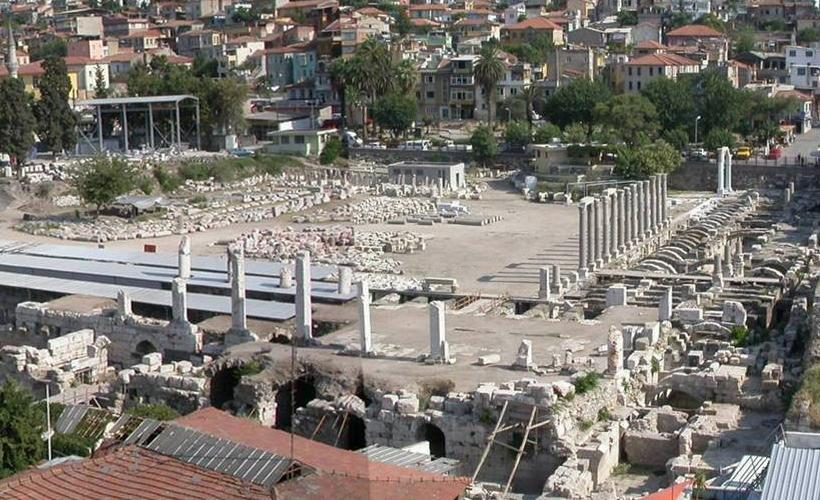
Vue de l'agora de Smyrne.

Selon Robert Fabrice, Aelius Aristide devint rapidement un auteur classique : non seulement il était connu comme rhéteur, mais on lisait et commentait certaines de ses œuvres dans les enseignements de rhéteurs. Nombre d'orateurs dirent leur admiration pour Aristide, et ils furent un des principaux vecteurs de sa réputation. Du IIe au XVe siècle, pas moins d'une septantaine d'auteurs mentionnent explicitement Aristide et nombre de traités de rhétorique citent des exemples tirés de ses œuvres. Il fut, selon Robert, « une étoile de la Seconde sophistique », et certaines notices de la grande encyclopédie de la Souda (fin du IXe siècle) le mentionnent simplement afin de repérer chronologiquement des  auteurs, tant son nom était connu; le même ouvrage va jusqu'à présenter, Hérode Atticus — le maître d'Aristide, tenu pour un des plus grands sophistes de son temps — comme un simple « contemporain du sophiste Aristide ». Et ailleurs, on ne craint pas de le qualifier de « divin » et de le comparer à Démosthène, voire à Homère,. 

## Œuvre
Son œuvre est très largement conservée – plus d'une cinquantaine de discours. Elle offre un témoignage important sur ce qu'était la rhétorique durant la seconde sophistique, en même temps que ses Discours sacrés font connaître ses rêves et ses ennuis récurrents de santé. La majeure partie de ce que l'on connaît de lui est tirée de ses œuvres et des Vies des Sophistes de Philostrate d'Athènes.
Il reste de lui cinquante-trois Discours (ou 55) et quelques autres écrits, qui illustrent l'état moral de la société au temps des Antonins. Les plus connus de ces discours, outre les Discours Sacrés, sont le Panathénaïque, éloge d'Athènes, et son pendant romain, intitulé En l'honneur de Rome.
On a également sous son nom deux traités de rhétorique, dus à des auteurs inconnus, datant probablement du IIe ou IIIe siècle attestant des refontes au Ve ou au VIe siècle. Ces ouvrages, publiés sous le nom de Pseudo-Ælius Aristide, traitent des catégories du style dans le discours politique et le discours simple.

### Rapport à la maladie

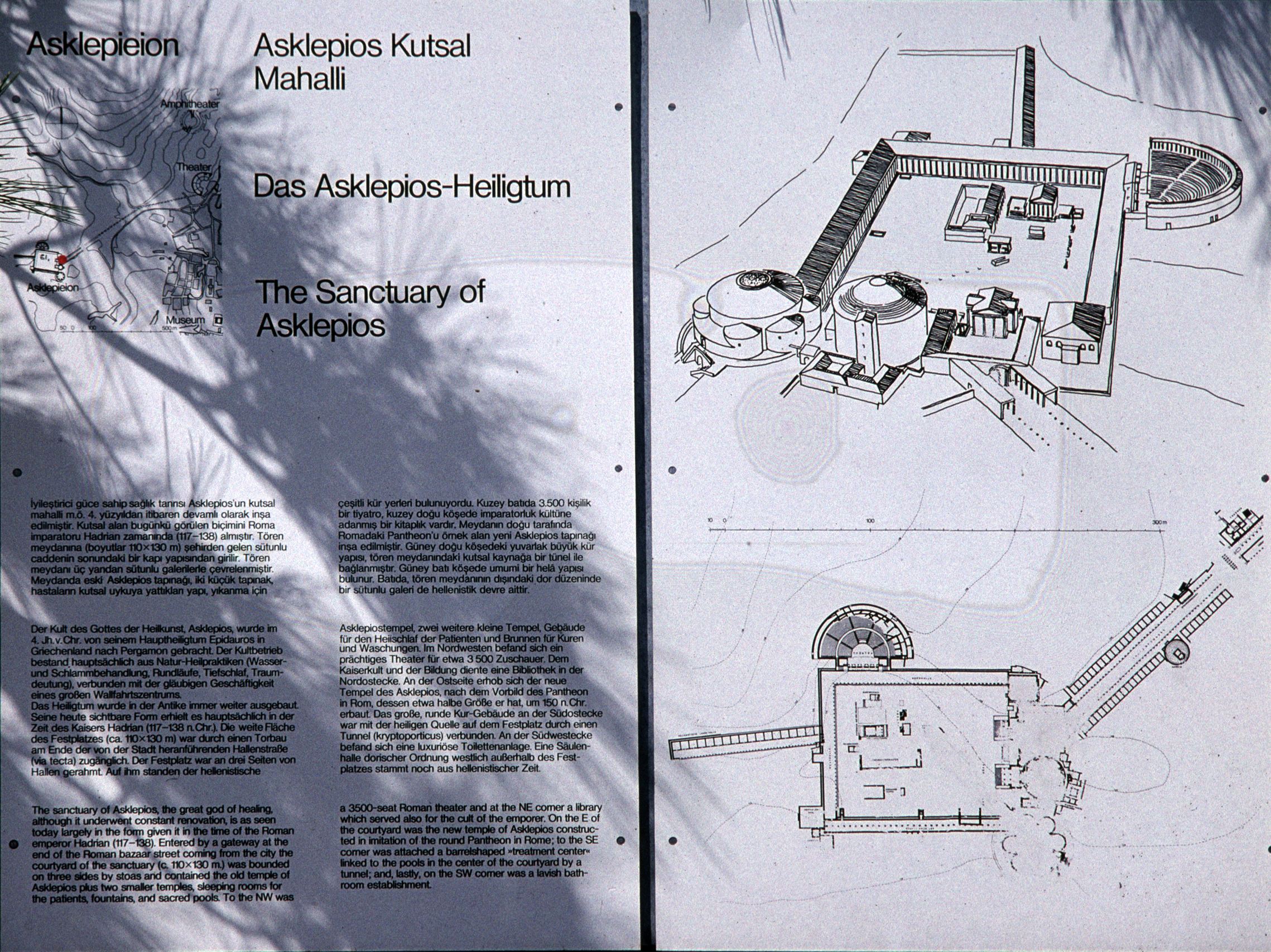
Reconstitution du sanctuaire d'Asclépios, à Pergame.

Selon certains interprètes, Aristide fait de son « hypocondrie » et de son « égocentrisme » et par là de sa maladie un objet de discours et de fierté. Ses Discours sacrés racontent en effet ses cures et les rêves faits à cette occasion, rêves interprétés comme des messages directs du dieu Asclépios, au point qu'il ne peut pas être guéri, faute de quoi il perdrait son talent oratoire. Ainsi, pour l'helléniste Danielle Gourevitch, « Cet autre qu'il est devenu, c'est son personnage d'élu de la divinité [Asclépios] : si sa "maladie" disparaît, cette élection disparaît, Aristide cesse d'exister, puisque même l'essentiel de son renom d'orateur lui vient des progrès accomplis grâce aux conseils d'Asclépios. »